# Escala Fujita-Pearson

Esquema de la escala Fujita, diseñado por el propio Dr. Tetsuya Fujita.

La Escala Fujita-Pearson, también llamada Escala de Fujita, es una escala para medir y clasificar la intensidad de un tornado. Se basa en la destrucción ocasionada a las estructuras construidas por el hombre y a la vegetación. Es la más aceptada universalmente.[cita requerida] Fue elaborada en 1971 por Tetsuya Fujita y Allen Pearson de la Universidad de Chicago.
Nótese que esta escala no se basa en el tamaño, diámetro o velocidad del tornado, sino que se basa en los daños causados por él. La evaluación oficial se lleva a cabo por meteorólogos e ingenieros civiles. Algunos medios auxiliares de la evaluación del daño son seguimientos por radar, testimonios visuales, reportes periodísticos, fotogrametría y videogrametría.

## Escala
Aunque la escala abarca teóricamente 13 grados, todos los tornados registrados están comprendidos en los 6 inferiores:
| Intensidad | Velocidad del viento       | Daños |
| ---------- | -------------------------- | --- |
| F0         | 60-117 km/h (45- 72 mph)   | Leves. Algunos daños; ramas arrancadas de los árboles; daños a árboles de raíces poco profundas; letreros dañados. |
| F1         | 117-181 km/h (73-112 mph)  | Moderados. Estos tornados pueden levantar tejas o mover coches. Pueden tumbar tráileres y hundir barcos. |
| F2         | 181-250 km/h (113-157 mph) | Considerables. Los tejados de algunas casas pueden ser levantados, los tráileres y casas rodantes que estuvieran en el camino del tornado serán demolidos. Este tornado también puede descarrilar vagones de trenes.                                |
| F3         | 250-320 km/h (158-206 mph) | Graves. Árboles pueden ser arrancados de raíz y paredes y tejados de edificios sólidos, serán arrancados con total facilidad. |
| F4         | 320-420 km/h (207-260 mph) | Devastadores. Locomotoras y camiones de 40 toneladas serán lanzados fácilmente por los aires. |
| F5         | 420-510 km/h (261-308 mph) | Extremadamente destructivos. Tornados con esta intensidad destruyen todo en su camino. Los coches pueden ser lanzados como si fueran juguetes, y edificios enteros pueden ser levantados del suelo. Conocido coloquialmente como "el dedo de Dios". |